# 北原站

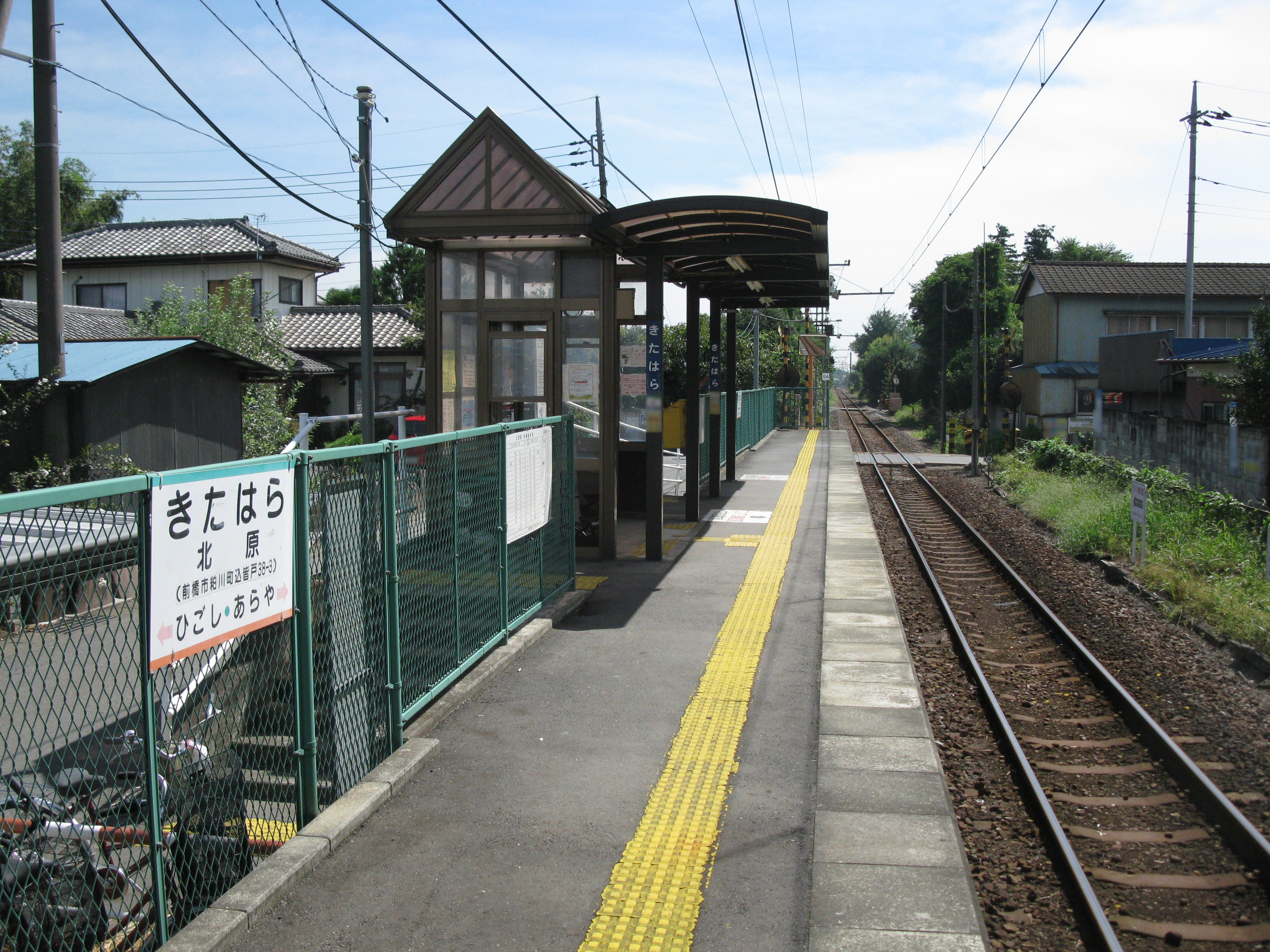
候車室與月台（2010年9月）

北原站（日语：／ Kitahara eki */?）是位於群馬縣前橋市粕川町込皆戶，屬於上毛電氣鐵道的上毛線車站。

## 歷史
- 1939年（昭和14年）7月11日 - 車站啟用。

## 車站構造
此站是地面車站，設有1面1線的單式月台。此站是無人車站。

## 使用狀況
以下為近年1日平均上下車人次變化。
| 上下車人次變化 | 上下車人次變化 |
| 年度           | 1日平均人次    |
| -------------- | -------------- |
| 2011年         | 248            |
| 2012年         | 281            |
| 2013年         | 271            |
| 2014年         | 279            |
| 2015年         | 258            |
| 2016年         | 252            |
| 2017年         | 244            |
| 2018年         | 270            |

## 車站周邊
車站附近為農村地帶和村落，較多農家。車站北邊設有免費停車場。車站周邊設有老人之家和診所。現時車站附近沒有商店。在南方縣道上設有便利店。

## 巴士路線
- 「元前發前」巴士站 - 於北方步行約5分鐘（在2010年（平成22年）3月26日廢止）
  - 日本中央巴士（日语：日本中央バス）市之關·大前田線（小學前（宮城分所）、一杯清水方鈃）
為服務前橋市宮城地區（舊・宮城村（日语：宮城村 (群馬県)）內）的小學為主要對象之路線。路線行走前村的邊境附近北方折返。不會駛入舊・粕川村（日语：粕川村 (群馬県)）範圍內。「元前發前」巴士站是在1970年代以前曾經設有「前原發動機」（前發）工場。

## 相鄰車站
上毛電氣鐵道
上毛線
樋越－北原－新屋

## 注腳
1. ↑  国土数値情報　駅別乗降客数データ  （页面存档备份，存于）（日語） - 國土交通省、2020年9月21日參閲

## 外部連結
- 上毛電氣鐵道　沿線資訊 （页面存档备份，存于）（日語）